# لاورا پاریس
لاورا پاریس (ایتالیایی: Laura Paris؛ زادهٔ ۷ سپتامبر ۲۰۰۲) ژیمناست ریتمیک اهل ایتالیا است.